# Mouleydier
Mouleydier är en kommun i departementet Dordogne i regionen Nouvelle-Aquitaine i sydvästra Frankrike. Kommunen ligger i kantonen Bergerac 2e Canton som tillhör arrondissementet Bergerac. År 2022 hade Mouleydier 1 155 invånare.

## Befolkningsutveckling
Antalet invånare i kommunen Mouleydier
Referens:INSEE